# Демон (вулкан)
Де́мон — стратовулкан на полуострове Медвежий на севере острова Итуруп Большой Курильской гряды.
Вырос в голоцене в трёх километрах от эрозирующего вулкана плейстоцена Камуй. Вершиной Демона является полуторакилометровый кратер, открытый в восточном направлении. Входит в состав хребта Камуй. На северо-восточном склоне находится водопад Илья Муромец — один из самых высоких в России.